# Burnie International 2019
Il Burnie International 2019 è  un torneo di tennis professionistico. È la 16ª edizione del torneo, facente parte della categoria Challenger 80 nell'ambito dell'ATP Challenger Tour 2019, con un montepremi di 54 160 $. È la 10ª edizione del torneo femminile, facente parte della categoria W60 nell'ambito dell'ITF Women's World Tennis Tour 2019, con un montepremi di 60 000 $. Si è giocato dal 21 al 27 gennaio 2019 sui campi in cemento del Burnie Tennis Club di Burnie, in Australia.

## Torneo maschile

### Teste di serie
| Nazionalità          | Giocatore          | Ranking* | Testa di serie |
| -------------------- | ------------------ | -------- | -------------- |
| Bosnia ed Erzegovina | Mirza Bašić        | 99       | 1              |
| Sudafrica            | Lloyd Harris       | 119      | 2              |
| Spagna               | Pedro Martínez     | 165      | 3              |
| Australia            | Marc Polmans       | 169      | 4              |
| Polonia              | Kamil Majchrzak    | 176      | 5              |
| Austria              | Sebastian Ofner    | 180      | 6              |
| Giappone             | Hiroki Moriya      | 185      | 7              |
| Egitto               | Mohamed Safwat     | 186      | 8              |
| Francia              | Stéphane Robert    | 197      | 9              |
| Italia               | Stefano Napolitano | 198      | 10             |
| Italia               | Federico Gaio      | 209      | 11             |
| Giappone             | Go Soeda           | 211      | 12             |
| Italia               | Lorenzo Giustino   | 222      | 13             |
| Italia               | Gian Marco Moroni  | 226      | 14             |
| Brasile              | Guilherme Clezar   | 234      | 15             |
| Regno Unito          | Jay Clarke         | 236      | 16             |

- Ranking al 14 gennaio 2019.

### Altri partecipanti
I seguenti giocatori hanno ricevuto una wild card per il tabellone principale:
- Harry Bourchier
- Jacob Grills
- Christopher O'Connell
- Luke Saville
- Aleksandar Vukic

I seguenti giocatori sono entrati in tabellone usando il ranking protetto:
- Daniel Altmaier

I seguenti giocatori sono entrati in tabellone comealternate:
- Alessandro Bega
- Andrew Harris
- Harri Heliövaara
- Dayne Kelly
- Bradley Mousley

I seguenti giocatori sono entrati in tabellone usando il loro ranking ITF:
- Steven Diez
- David Pérez Sanz
- Jordi Samper Montaña
- Alexander Zhurbin

I seguenti giocatori sono passati dalle qualificazioni:
- Jeremy Beale
- Sadio Doumbia

## Torneo femminile

### Teste di serie
| Nazionalità | Giocatore             | Ranking* | Testa di serie |
| ----------- | --------------------- | -------- | -------------- |
| Spagna      | Sara Sorribes Tormo   | 81       | 1              |
| Giappone    | Nao Hibino            | 115      | 2              |
| Ucraina     | Marta Kostyuk         | 116      | 3              |
| Ungheria    | Fanny Stollár         | 124      | 4              |
| Russia      | Irina Khromacheva     | 135      | 5              |
| Spagna      | Paula Badosa Gibert   | 141      | 6              |
| Spagna      | Georgina García Pérez | 143      | 7              |
| Bulgaria    | Viktoriya Tomova      | 151      | 8              |

- Ranking al 14 gennaio 2019.

### Altri partecipanti
Le seguenti giocatrici hanno ricevuto una wild card per il tabellone principale:
- Destanee Aiava
- Naiktha Bains
- Lizette Cabrera
- Zoe Hives

Le seguenti giocatrici sono passate dalle qualificazioni:
- Alison Bai
- Chang Kai-chen
- Gabriella Da Silva-Fick
- Jennifer Elie
- Nadia Podoroska
- Belinda Woolcock

## Campioni

### Singolare maschile
Steven Diez ha sconfitto in finale  Maverick Banes con il punteggio di 7–5, 6–1.

### Singolare femminile
Belinda Woolcock ha sconfitto in finale  Paula Badosa Gibert con il punteggio di 7–6(3), 7–6(4)
.

### Doppio maschile
Lloyd Harris /  Dudi Sela hanno sconfitto in finale  Mirza Bašić /  Tomislav Brkić con il punteggio di 6–3, 6(3)–7, [10–8]..

### Doppio femminile
Ellen Perez /  Arina Rodionova hanno sconfitto in finale  Irina Khromacheva /  Maryna Zanevska con il punteggio di 6–4, 6–3.